# Кряучюнас, Феликсас
Феликсас Кряучюнас (лит. Feliksas Kriaučiūnas; 18 августа 1911, Чикаго — 28 октября 1977, там же) — литовский баскетболист и тренер, двукратный чемпион Европы в составе сборной Литвы.

## Биография
Родился в семье литовских эмигрантов в 1911 году. Позже взял себе более легкое для произношения имя — Фил Краузе, под которым и был известен в США. Баскетболом начал заниматься в средней школе. Выступал за команды университетов Нотр-Дам (штат Индиана) и Де Поля (штат Иллинойс). Брат Феликсаса — Эдвард также занимался баскетболом и играл за команду университета Нотр-Дам.
В 1937 году вернулся на родину по приглашению соотечественников и был назначен не только капитаном, но и играющим тренером — на этом посту он сменил Константина Савицкаса. Вместе с Кряучюнасом из США прибыл также Пранас Талзунас, также сын литовских эмигрантов. Баскетболист, ставший лучшим игроком чемпионата Европы 1937 года.
Привёл команду к неожиданной для многих победе в чемпионате Европы 1937 года, а также стал чемпионом Европы в её составе в 1939 году.
После победы сборной Литвы в 1937 году получал предложение от Итальянской федерации баскетбола возглавить сборную Италии, но ответил отказом.
Всего за сборную Литвы сыграл 19 матчей и набрал 65 очков.
Тренировал женскую сборную Литвы и привёл её к финалу чемпионата Европы 1938 года.